# سطح انتقال-ثبات
در طراحی مدار دیجیتال، ترازِ واگذاری نگاشتگر‌ها (به کوتاه تَروانْگ در این نوشته) (به انگلیسی: Register-transfer level (RTL)) یا‌ سطح انتقال-ثبات یک آهنجش  برای بازنمایی برای مدارهای دیجیتال هماهنگ‌است.
یک مدار هماهنگ را به دو بخش می‌توان دید: بخشِ گویایی پیاپی (به انگلیسی: Sequential logic) و بخشِ گویایی آمیخته (به انگلیسی: Combinational logic). بخش پیاپی مدار از نگاشتگرها ساخته می‌شود که لبه یا تراز یک نشانکِ زمان (به انگلیسی: Clock signal) هماهنگ می‌شوند. نگاشتگر‌ ها حافظه‌دار هستند و اندازه‌ی نمونه برداری شده (صفر یا یک) را به یاد نگاه می‌دارند. ولی بخش آمیخته‌ی مدار از پاره‌های بی‌حافظه ساخته می‌شود. به این پاره‌های بی حافظه را  دروازه‌ی گویایی (به انگلیسی: Logic gate) نیز می‌گویند. برای نمونه، کنشگر افزودن، بس‌شماری (ضرب)، یا کنشگر‌های ریزه‌ای(به انگلیسی: bitwise operator) می‌تواند پاره‌های سازنده یک مدار آمیخته باشند. این دروازه‌ها می‌توانند به یکدیگر بپیوندند و یک پاره بزرگتر (همچنان بی‌حافظه) پدید آورند. به همین سان، نگاشتگر ها نیز از راه این مدار‌های آمیخته به یکدیگر می‌پیوندند. گزینش نام آهنجشِ ترازِ واگذاری نگاشتگر‌ها برای این نگاه به مدار‌های هماهنگ نیز از همین رو است: گویی نگاشتگرها ورودی و خروجی تابع‌های واگذاری هستند که به دست پاره‌ی آمیخته مدار ساخته شده‌اند. کاربرد «واگذاری» به این انگیزه است که اندازه های انباشته شده در نگاشت‌گرها به دست بخشِ آمیخته مدار جا‌به‌جا میشوند.

تروانگ به‌خودی‌خود روش طراحی ریز تراشه نیست، به جای آن، یک بازنمایش(به انگلیسی: representation) پرکاربرد درونی در زبان‌های توصیف سخت افزار (به انگلیسی: Hardware Description Language) است. به گفتار دیگر، مهندسان سخت افزار، مدار خود را در آهنجشی بالاتر می گمارند. لیک ابزار ها و همگردان‌‌های (به انگلیسی: compiler) این زبان ها، مدار‌های گماشته شده را به تروانگ می کاهند. برای نمونه، در وریلاگ(به انگلیسی: Verilog)، مهندس سخت افزار می‌تواند از ساخت‌های مهارِ گردش (به انگلیسی: Control flow)، که وام گرفته از زبان های نرم افزاری هستند، بهره برَد. گرچه ابزار های پردازش این زبان‌، چنین ساخت‌هایی را در پایان به تروانگ می‌کاهند.

تروانگ پایین‌ترین یا واپس‌ترین آهنجش برای بهینه سازی یا ساخت ریز تراشه ها نیست. چه آن که گروهی دیگر از بازنمایی مدار‌ها که آن را تارفهرست(به انگلیسی: netlist) خوانند نیز فراگیر است. دگرباشی این دو آهنجش باریک و گاه گنگ است. لیک در دید کلان، پاره ‌های سازنده‌ی یک تارپهرست تک‌ریزه‌ای (به انگلیسی: single bit) هستند و در تروانگ چند‌ریزه‌ای. همچنین در برخی از ابزارها، نشانکِ زمان در تارفهرست همچون دیگر ریزه هاست ولی در تروانگ جدا و هویدا است. به هر روی، سیم‌بندی پایانی یک تراشه همواره در ترازی پایین‌تر از تروانگ بررسی و آمایش می‌شود. 
تارفهرست را نیز گاه توصیف در تراز‌ِ دروازه‌ گویایی (به انگلیسی: Gate-level description) نامند، تا به دگرباشی آن با آهنجش به کار رفته در در زبان های توصیفِ سخت افزاری پافشاری ورزند.
آهنجش های تراز‌بالای زبان های سخت‌افزاری را به‌دست ابزاری می‌کاهند که گاه آن را ابزار آمایش (به انگلیسی: Synthesis tool) و گاه همگردان گویند. ولی، بیشتر ابزار‌های آمایش بازنمایشی که به تارفهرست‌ می‌ماند را بهینه‌سازی می‌کنند.  در برابر آن، یک همگردان روی تروانگ و آهنجش های ترازبالاتر کار می‌کند.

در همگردان‌های زبان‌های نرم‌افزاری نیز دانش‌واژه ترازِ واگذاری نگاشتگر‌ها به کار می‌رود. ولی در آن جا تروانگ از واپسین بازنمایی‌ها برای بخش‌کردن نگاشت‌گر‌های رایانه (به انگلیسی: Machine register allocation) به‌کار می‌رود. ولی در سخت‌افزار، تروانگ از بازنمایش های میانی یا آغازین است که سرانجام به تارفهرست دگرانده می‌شود. برای نمونه بنگرید به فیرتِل (FIRRTL) که یه بازنمایی تروانگ از زبانِ چیزِل (Chisel) است یا به آر‌تی‌اِل‌آی‌اِل (RTLIL) که بازنمایی درونی ابزار یُوسیس (Yosys، یک ابزار آمایش سخت‌افزار متن باز) از وریلاگ است.

مدل‌سازی تراکنشی تراز بالاتری از طراحی سامانه الکترونیکی است.

### تخمین توان
- معادل دروازه
- بهینه‌سازی توان (EDA)
- نویز گاوسی